# یوسینارا
یوسینارا (انگلیسی: Jucinara؛ زادهٔ ۳ اوت ۱۹۹۳) بازیکن فوتبال اهل برزیل است.
از باشگاه‌هایی که در آن بازی کرده‌است می‌توان به باشگاه فوتبال زنان اتلتیکو مادرید اشاره کرد.
وی همچنین در تیم‌های ملی فوتبال Brazil women's national under-17 football team, Brazil women's national under-20 football team، و زنان برزیل بازی کرده‌است.